# 阿不都拉·布格拉

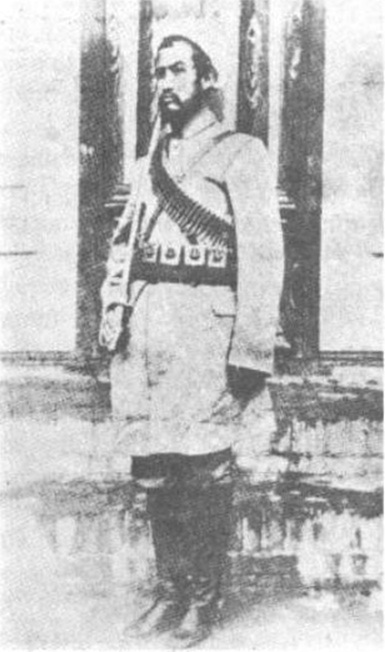
阿不都拉·布格拉

阿不都拉·布格拉（20世纪1901年后—1934年）（維吾爾語：عبد الله بۇغرا‎），维吾尔族，新疆和田人，新疆军事人物，穆罕默德·伊敏·布格拉的弟弟。

## 生平
阿不都拉·布格拉是东突厥斯坦伊斯兰共和国的埃米尔之一。他是穆罕默德·伊敏·布格拉的弟弟，努尔·阿合买提江·布格拉的哥哥。在1934年喀什战役中，他指挥维吾尔族及柯尔克孜族武装，同回族的国民革命军新编陆军第三十六师（即马仲英部）作战。第三十六师忠于南京国民政府，希望击败维吾尔族及柯尔克孜族武装，以报克孜尔大屠杀之仇。他有一名阿富汗保镖。1934年，他在叶尔羌战役中被第三十六师马占仓部击败，与其手下全部武装人员被杀。他的遗体没有找到，所以后来对他的命运有很多猜测。
一些资料称，他被杀后，其头被割下，送到艾提尕尔清真寺展览。